# Anthurium crassifolium
Anthurium crassifolium är en kallaväxtart som beskrevs av Nicholas Edward Brown. Anthurium crassifolium ingår i släktet Anthurium och familjen kallaväxter. Inga underarter finns listade.